# Астра (роман)
«Астра» — роман українського письменника, культуролога, куратора мистецьких проектів Олександра Михеда, який поєднує у своїй діяльності теоретичні дослідження з мистецькими практиками. 
«Астра» — це захоплива історія життя Віктора Варецького, розказана ним самим. Історія пошуку відповідей на запитання, які краще не ставити. Пошук правди, на шляху до якої губиш усіх, кого любив. І розумієш: усе вигадка, все ілюзія. Мандрівка дорогою, що веде серце темряви, в основу світобудови.

## Історія створення
Робота над психотрилером «Астра» почалась в жовтні 2013 (опублікований в березні 2015) і певною мірою має проєкції на українські події осені-зими 2013-2014: історія пошуків особистої свободи виходить на рівень загальнолюдського прагнення волі.

## Структура
Книга має два розділи. Перший називається «Per aspera», а другий – «Ad astra». Це латинський вираз «Крізь терни до зірок». Важливо, що кожна з цих частин має свій настрій. «Per aspera» − тут доволі складне чтиво. Для старшого покоління – це найцікавіша частина книги, яку вони можуть довго обговорювати. «Ad astra» − це чистий екшн, коли «до зірок» у тебе лишається пряма дорога, коли Варецький йде вглиб до основ. Ця гра з латинським виразом дуже важлива тому, що показує, як співіснують ці дві частини.
Це одна з тих книг, що створюють більше питань, ніж відповідей. Чудернацька, проте вражаюча історія про систему, про світобудову, про особистість. "Астра" багато на що розплющує очі, запаморочує свідомость, звертає вас до розумового аналізу, до пошуків правди, до первісного знання. Книга, якій важко дати доцільну характеристику, яка не ділиться висновками та відповідями. Книга, що руйнує ілюзії. 